# Arieh Warshel
Arieh Warshel (tiếng Hebrew: אריה ורשל) là một người Mỹ gốc Israel. Ông hiện là giáo sư hóa học và sinh hóa tại Đại học Nam California. Ông đã đoạt Giải Nobel Hóa học năm 2013 cùng Michael Levitt và Martin Karplus với "công trình nghiên cứu phát triển của mô hình máy tính cho các hệ thống hóa học".

## Sự nghiệp
Ông sinh 20 tháng 11 năm 1940 tại khu định cư Sde Nahum. Ông phục vụ trong Quân đoàn thiết giáp Israel. Ông kết thúc sự nghiệp phục vụ trong quân đội của mình với quân hàm đại úy. Sau đó, ông đến Technion, Haifa, học và ông nhận bằng Cử nhân Hóa học vào năm 1966. Ông nhận cả hai bằng thạc sĩ, tiến sĩ Hóa học và Vật lý trong năm 1967 và 1969, Warshel làm việc tại Đại học Harvard.
Năm 1972 ông tới Viện Weizmann và làm việc cho phòng thí nghiệm sinh học phân tử, Cambridge, Anh. Năm 1976, ông tham gia giảng dạy của Khoa Hóa tại USC.

## Giải thưởng
- Giải thưởng hàng năm của Hiệp hội quốc tế về sinh học lượng tử và Dược (1993))[4]
- Huy chương Tolman(2003)[5]
- Giải thưởng của Tổng thống về Sinh học tính toán từ ISQBP (2006)[6].
- Giải Nobel Hóa học (2013) cùng với Martin Karplus và Michael Levitt với công trình: nghiên cứu phát triển của mô hình máy tính cho các hệ thống hóa học[7].